# Rainer Bischoff

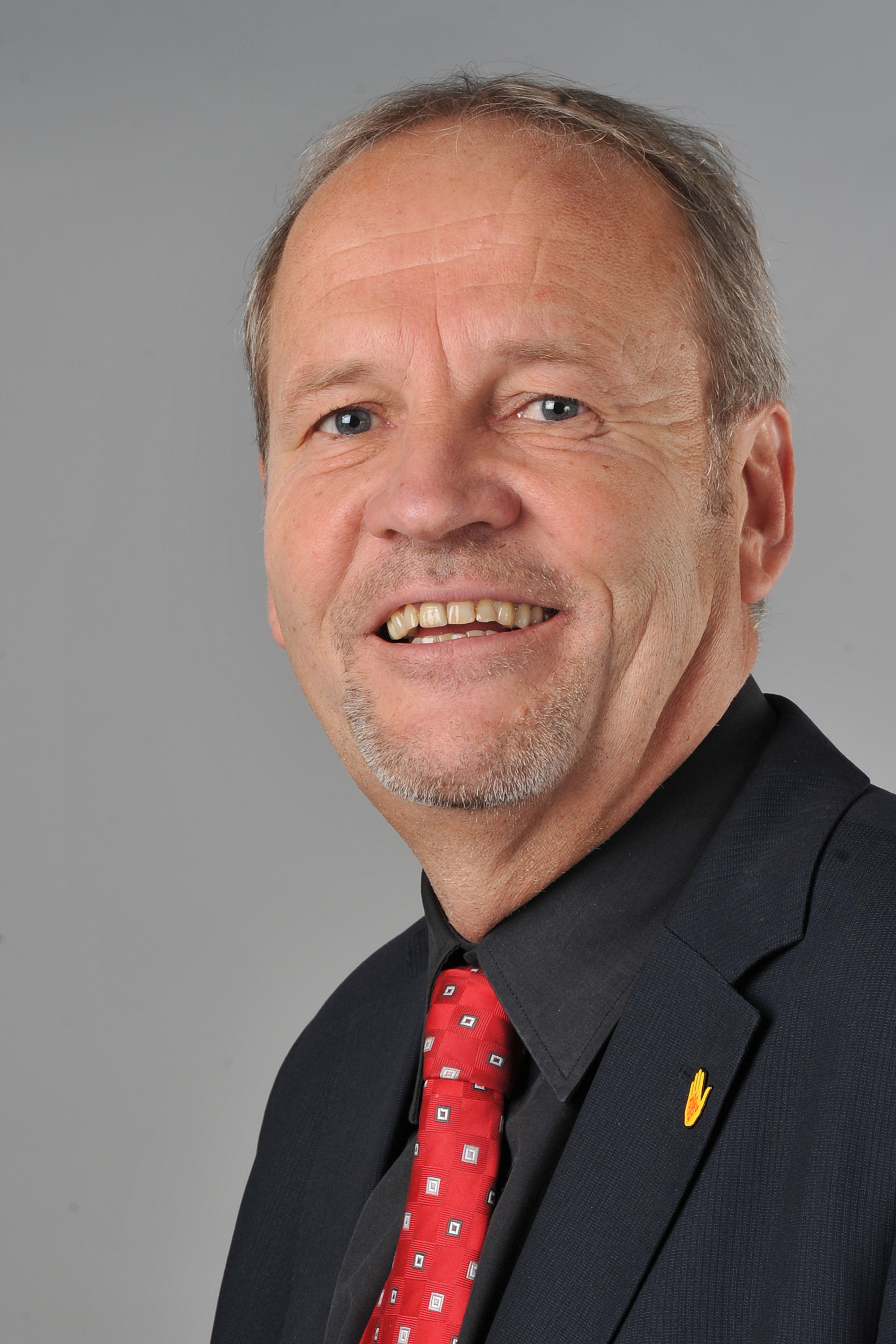
Rainer Bischoff 2013

Rainer Bischoff (* 28. Mai 1958 in Rheda) ist ein deutscher Politiker (SPD). Von 2000 bis 2022 war er Abgeordneter des Landtags Nordrhein-Westfalen.

## Leben
Bischoff schloss 1977 die Schule mit dem Abitur ab und studierte anschließend bis 1982 Diplompädagogik an der Erziehungswissenschaftlichen Hochschule Rheinland-Pfalz, Abteilung Koblenz. Von 1982 bis 1984 leistete er Zivildienst.
Von 1984 bis 1989 war Bischoff als hauptamtlicher Jugendsekretär der SJD – Die Falken beschäftigt. 1989 wechselte er zur IG Metall Gütersloh, wo bis 1991 als Sekretär tätig war. Von 1991 bis 1992 war dann als Jugendbildungsreferent für den DGB-Kreis Bielefeld-Gütersloh tätig. Von 1992 bis 1996 war er Landesjugendsekretär des DGB NRW und ist seit 1996 Vorsitzender der DGB-Region Niederrhein. 
Bischoff trat 1990 in die SPD ein. Er ist Unterbezirksvorsitzender der AfA der SPD Duisburg. Von 1980 bis 1984 war er Mitglied des (damaligen) Jugendwohlfahrtausschusses der Stadt Koblenz. Bei der Landtagswahl in Nordrhein-Westfalen 2000 wurde er in den Landtag gewählt und wurde am 2. Juni 2000 Abgeordneter des Landtags Nordrhein-Westfalen. Am 22. Mai 2005 wurde er als direkt gewählter Kandidat im Landtagswahlkreis Duisburg II in den Landtag von Nordrhein-Westfalen wiedergewählt. Auch bei der Landtagswahl 2010, der Landtagswahl 2012 und der Landtagswahl 2017 konnte er sein Direktmandat verteidigen. Bei der Landtagswahl 2022 trat er nicht mehr an.
Rainer Bischoff ist verheiratet.